# Мизон, Луи
Луи Александр Антуан Мизон (фр. Louis Alexandre Antoine Mizon, 1853—1899, Париж) — морской офицер и французский исследователь Африки.

## Биография
Состоял на французской морской службе, в 1882 году принял участие в экспедиции Саворньяна-де-Брацца во Французское Конго. В 1883 году продолжал самостоятельно путешествие в неисследованную область от Франсвилля до Маюмбы. В 1890—1892 гг. Мизон предпринял новую экспедицию в Западную Африку. Достигнув Иолы на реке Бинуэ, он прошёл на юг, где ему удалось перейти через водораздел между рекой Санагой и притоками Шари и Конго и дойти до г. Кумассы на реке Кадаи. В 1893 году Мизон предпринял второе путешествие к верхнему течению реки Бинуэ и в области Мури основал французскую факторию, но по настоянию британского правительства был отозван. Позже был резидентом в Маюнге (Мадагаскар) и губернатором французской колонии Сомали.